# 漢米爾頓湖
漢米爾頓湖（英語：Hamilton Lake）是位於紐西蘭漢米爾頓的一個湖泊，大约於20,000年前形成，四周為休閒公園，假日吸引許多人在湖邊步行晚耍。夏季這裡會舉辦帆船比賽。